# نیروهای ویژه (نیروی زمینی ایالات متحده آمریکا)

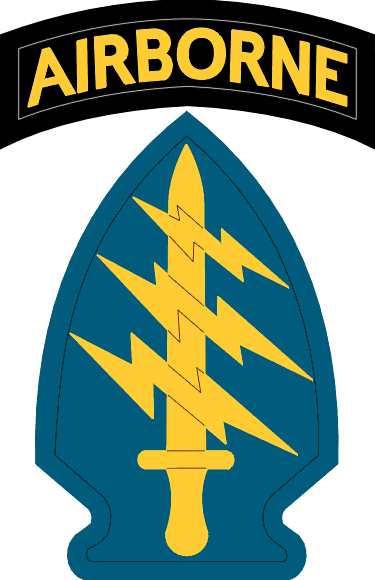
نماد نیروهای ویژه ایالات متحده آمریکا (ایربورن به معنی هوابرد است)

نیروهای ویژه ارتش ایالات متحده آمریکا (به انگلیسی: Special Forces (United States Army)) نیروی مسلح آمریکایی که بخشی از نیروی زمینی ایالات متحده آمریکا است و توسط ستاد فرماندهی عملیات ویژه نیروی زمینی ایالات متحده فرماندهی می‌شود و برای خود ۵ هدف قائل است:
1. جنگ غیرمتعارف
2. دفاع ملی خارجی
3. عملیات ویژه شناسایی
4. عملیات مستقیم
5. عملیات ضدتروریستی

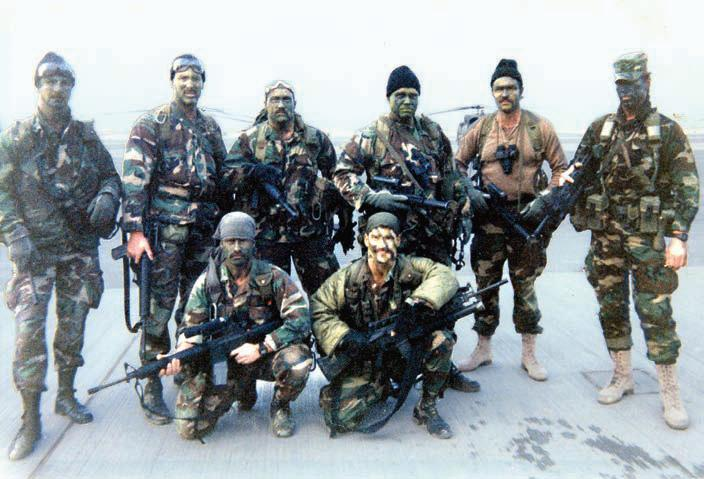
سال ۱۹۹۱ نیروهای ویژه آمریکا کمی قبل از حمله به عراق

این نیروها برای عملیات‌های خود آموزش فرهنگی و زبان‌های کشورهای مختلف را می‌آموزند. معادل این نیروها در کشور ایران نیروهای ویژهٔ هوابرد یا تیپ ۶۵ نوهد هستند. از دیگر لقب‌های این نیروها در ایران می‌توان به کلاه‌سبز یا تکاور اشاره کرد.